# Goworowo (gmina)
Pour les articles homonymes, voir Goworowo.
Goworowo est une gmina rurale (gmina wiejska) de la powiat d'Ostrołęka, dans la Voïvodie de Mazovie, dans le centre-est de la Pologne.
Son siège administratif (chef-lieu) est le village de Goworowo, qui se situe environ 19 kilomètres au sud d'Ostrołęka (siège de la powiat) et 85 kilomètres au nord-est de Varsovie (capitale de la Pologne).
La gmina couvre une superficie de 218,93 km2 pour une population de 8 756 habitants en 2006.

## Histoire
De 1975 à 1998, la gmina est attachée administrativement à la voïvodie d'Ostrołęka.

Depuis 1999, elle fait partie de la voïvodie de Mazovie.

## Géographie
La gmina de Goworowo inclut les villages et localités de :

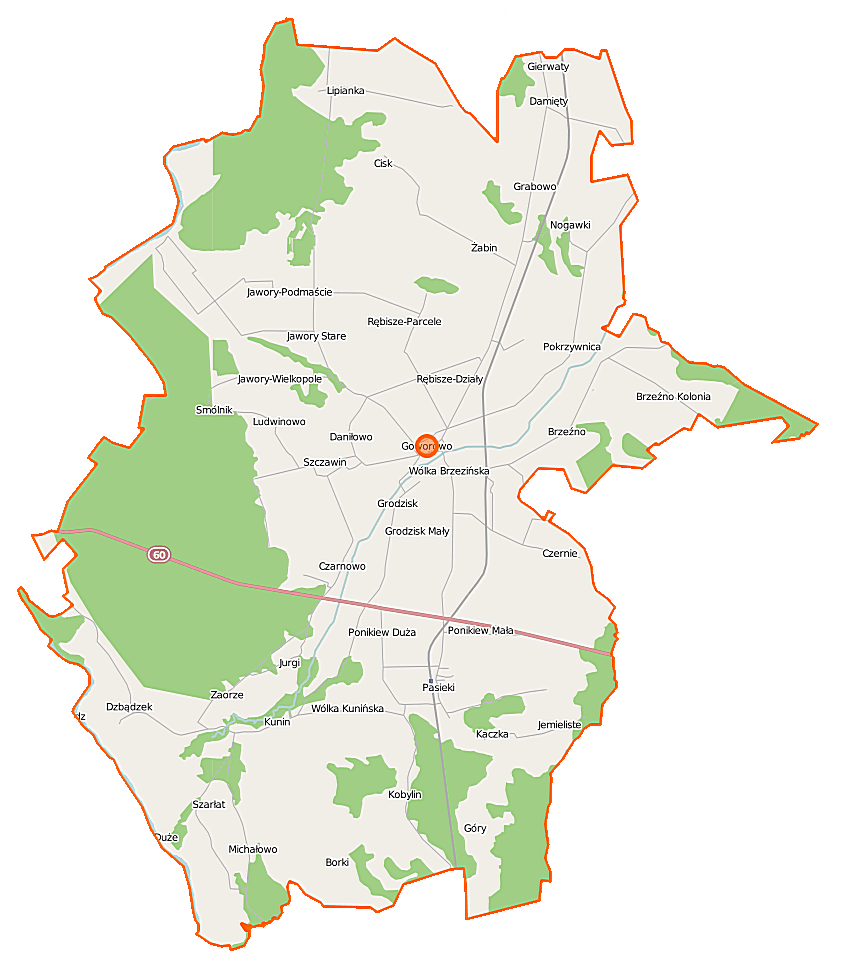
Plan de la gmina

- Borki
- Brzeźno
- Brzeźno-Kolonia
- Cisk
- Czarnowo
- Czernie
- Damięty
- Daniłowo
- Dzbądzek
- Gierwaty
- Góry
- Goworówek
- Goworowo
- Grabowo
- Grodzisk Mały
- Jawory-Podmaście
- Jawory-Wielkopole
- Jemieliste
- Józefowo
- Jurgi
- Kaczka
- Kobylin
- Kruszewo
- Kunin
- Lipianka
- Ludwinowo
- Michałowo
- Nogawki
- Pasieki
- Pokrzywnica
- Pokrzywnica-Kolonia
- Ponikiew Duża
- Ponikiew Mała
- Ponikiew Mała-Kolonia
- Rębisze-Działy
- Rębisze-Kolonia
- Rębisze-Parcele
- Stare Jawory
- Struniawy
- Szarłat
- Szczawin
- Wólka Brzezińska
- Wólka Kunińska
- Żabin
- Zaorze

### Gminy voisines
La gmina de Goworowo est voisine des gminy suivantes :
- Czerwin
- Długosiodło
- Młynarze
- Różan
- Rzekuń
- Rzewnie
- Wąsewo

## Structure du terrain
D'après les données de 2002, la superficie de la commune de Goworowo est de 218,93 km2, répartis comme tel :
- terres agricoles : 63%
- forêts : 29%

La commune représente 10,43% de la superficie du powiat.

## Démographie
Données du 30 juin 2004 :
| Description        | Total  | Total | Femmes | Femmes | Hommes | Hommes |
| ------------------ | ------ | ----- | ------ | ------ | ------ | ------ |
| Unité              | Nombre | %     | Nombre | %      | Nombre | %      |
| Population         | 8 767  | 100   | 4 253  | 48,5   | 4 514  | 51,5   |
| Densité (hab./km²) | 40     | 40    | 19,4   | 19,4   | 20,6   | 20,6   |